# Adam Fox (hockey sobre hielo)
Adam Fox (Jericho, Nueva York, 17 de febrero de 1998), apodado Foxy, es un jugador profesional estadounidense de hockey sobre hielo que se desempeña en la posición de defensor derecho en New York Rangers, equipo de la National Hockey League (NHL).

## Carrera
Fue seleccionado en la tercera ronda en la NHL Entry Draft de 2016. En 2019 hizo su debut profesional con el equipo New York Rangers, donde lleva jugando cinco temporadas.